# Wacky Stackers
Tiny Toon Adventures: Wacky Stackers was het eerste Tiny Toon Adventures gebaseerde spel uitgegeven op de Game Boy Advance.

## Verhaalmodus
Het spel kan in het Duits, Engels, Frans, Italiaans en Spaans worden gezet.
SurvivelHet is de bedoeling om zo veel mogelijk punten (score) te verdienen, of om zo veel mogelijk combo's te maken. Survivel kan worden gezet op beginner, gemiddeld of expert.
PuzzelVersla de 50 puzzels totaal bij verschillende Tiny Toon karakters.
1 Speler versus ComputerSpreekt voor zich. Een speler gaat tegen de computer, die wordt gespeeld door de Tiny Toon karakters.
MultiplayerHet meerspelerspel kan worden gespeeld met 2, 3 of 4 mensen met een link-kabel en een Gameboy Advance.

## Gameplay
Als 4 eieren van dezelfde kleur grenzen (horizontaal en verticaal), dan klappen ze. Dit is niet zo wanneer er 2 blokken naast elkaar op 2 blokken naast elkaar grenzen, dan krijg je een zogeheten reuze dodo-ei. Een reuze ei is weg te klappen wanneer er blokken naast klappen, die horizontaal of verticaal aan het reuze ei grenzen (hoeft niet van dezelfde kleur). Dit levert een muntje op.
De kleuren rood, geel, groen, blauw en paars. In puzzelmode echter ook nog grijs.
Een combo kan worden gemaakt wanneer er eieren klappen (zie hierboven), waardoor er weer eiren klappen. Dit levert ook een muntje op.
Er zijn offensieve en defensieve munten, offensief is zilver en defensief is goud. Een munt kan worden geactiveerd door de l-knop in te drukken.
| Aantal munten nodig | Werking                                                                   |
| ------------------- | ------------------------------------------------------------------------- |
| 1                   | De onderste twee rijen gaan weg.                                          |
| 2                   | Jouw veld wordt gekopieerd naar de tegenstander.                          |
| 3                   | De onderste helft gaat weg.                                               |
| 4                   | Je krijgt een tijdelijk krachtveld, die offensieve aanvallen terugkaatst. |
| 5                   | De middelste twee rijen (verticaal) gaan weg.                             |
| 6                   | De tegenstander krijgt een verdonkerd veld.                               |
| 7                   | De bovenste helft gaat weg.                                               |
| 8                   | Het veld van de tegenstander wordt bevroren.                              |